# Грабб, Джефф
Джефф Грабб (англ. Jeff Grubb, р.1957) — писатель-фантаст, пишущий преимущественно в жанре фэнтези, автор таких книг как «Война братьев» и «Крестовый поход Либерти». Написал книги для нескольких фэнтезийных и фантастических серий, таких как Magic: The Gathering, Dungeons & Dragons, Warcraft и StarCraft.
Грабб также является одним из сооснователей сеттинга Dragonlance (вместе с Трейси Хикмэн) и сеттинга Forgotten Realms (вместе с Эдом Гринвудом)
Он также является разработчиком сеттинга Spelljammer. Также он был одним из разработчиков D20 Modern и Urban Arcana и ведущим разработчиком TSR Marvel Super Heroes.
Вместе со своей женой, Кейт Новак, написал несколько книг по вселенной Forgotten Realms, включая трилогию «Камень искателей», в которой был введён персонаж Алиас.
ArenaNet наняла Грабба написать историю для третьего продолжения её Guild Wars, Guild Wars Nightfall.

### Романы

#### Dragonlance
- Злодеи
  - Книга 5: Лорд Тид (1994, ISBN 0-09-945501-3)

#### Forgotten Realms
- Трилогия «Камень искателей» (в соавторстве с Кейт Новак)
  - Azure Bonds (1988, ISBN 0-88038-612-6)
  - Шпора виверны (1990, ISBN 0-88038-902-8)
  - Song of the Saurials (1991, ISBN 1-56076-060-5)
- The Harpers (в соавторстве с Кейт Новак)
  - Книга 10: Маскарады (1995, ISBN 0-7869-0152-7)
  - Книга 15: Отрава искателей (1997, ISBN 0-7869-0658-8)
- Потерянные боги (в соавторстве с Кейт Новак)
  - Счастье Тиморы (1997, ISBN 0-7869-0726-6) [продолжение «Отравы искателей»]

#### Magic: The Gathering
- Серия «Артефакты»
  - Книга 1: Война братьев (1999, ISBN 0-7869-1357-6)
- Трилогия «Ледяной век»
  - The Gathering Dark (1999)
  - The Eternal Ice (2000)
  - The Shattered Alliance (2000)

#### StarCraft
- Крестовый поход Либерти (2001, ISBN 0-671-04148-7)

#### WarCraft
- Последний страж (2001, ISBN 0-671-04151-7)

### Комиксы

#### Forgotten Realms от «DC Comics»
- «DC Comics» выпустило 25 комиксов по вселенной «Forgotten Realms»: с 1 сентября 1989 года по 25 сентября 1991-го. Автором был Джефф Грабб.

### Книги по ролевым играм

#### Spelljammer
- Spelljammer: AD&D Adventures in Space Boxed Set (ноябрь 1989, ISBN 0-88038-762-9)
- Legend of Spelljammer Box Set (сентябрь 1991, ISBN 1-56076-083-4)